# 汝来

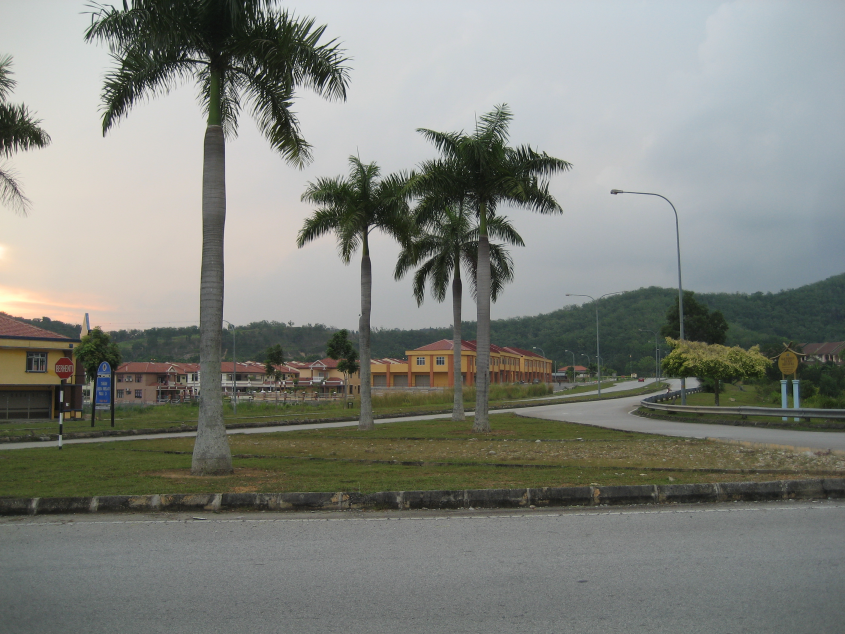
汝来

汝来是马来西亚森美兰州芙蓉县芙蓉市下辖的一个镇，前身為汝来市。其北面是加影市万宜和士毛月镇，西面是雪邦市沙叻丁宜镇，南面是拉务镇，东面是文丁镇。
汝來因位于森美兰州北部，加上位置和位于雪邦的吉隆坡国际机场临近，因此在近年来成为州内的主要工业城镇。汝来原本只是一个小镇和华人新村，发展至今其建成区不断扩大，也是芙蓉市的卫星城镇。2020年，森美兰州政府正式将汝来市和芙蓉市二合为一，在此之前汝来也代管芙蓉县的其他城镇如晏斗和新那旺。目前汝来的主要住宅区包括汝来新城（Bandar Baru Nilai）、汝来英比安（Nilai Impian）、恩斯德镇（Bandar Enstek）、哥打斯里莪玛士（Kota Seriemas）、凤凰山庄（Taman Semarak）、峇当本那（Batang Benar）以及汝来新村（Kampung Seri Nilai）等。
在马来西亚宏愿谷计划下，汝来跟芙蓉市区和波德申将组成城市带，迎来许多大型发展，而汝来南部的拉务园丘区则将在未来开发成高新工业区和交通枢纽（未来隆新高铁停站）。

## 名称
「汝來」在馬來語意思為“價值”（nilai）。1923年譚俚夫編《南洋埠名》將「Nilai」地名記為「尼來」和「興隆港」。:16, 551928年林穆群編《馬來半島商埠考》也將「Nilai」的地名記為「興隆港」，一名「尼來」，又名「妮麗」。:43同年徐雨郊和高夢雲合編的《南洋四州府華僑商業交通錄》则把「Nilai」記為「妮麗」。:27至於「汝來」這一譯名，至遲在1928年就已出現，並沿用至今。

## 历史
在英國殖民政府統治前，汝來属于双溪芙蓉境內的陸地繼承者（Waris di-Darat）或水域繼承者（Waris di-Air）管轄之下。1959年汝来成立镇公所。到了1979年，汝来以及周边的小镇被整合为一个新的地方政府，并以芙蓉县命名，汝来作为县议会政府所在地。而芙蓉市中心则另设芙蓉市议会。汝来后于2002年2月2日升格为市议会，其辖区涵盖北部的沙都口（Setul）、良冷、班台、南部的拉务、晏斗、以及一部分亚沙、安邦岸和芙蓉区，一共8万1289.04公顷。2008年11月，森美兰州政府提议将汝来并入芙蓉市里，同时升格为市政厅。2020年，汝来市议会被撤销并入芙蓉市政厅，也是马来西亚首个二合一升格的地方政府。

## 气候
柯本气候分类法将该地气候归类为热带雨林气候（Af）。
| 汝来                                | 汝来        | 汝来        | 汝来        | 汝来        | 汝来        | 汝来        | 汝来        | 汝来        | 汝来        | 汝来        | 汝来        | 汝来        | 汝来         |
| 月份                                | 1月         | 2月         | 3月         | 4月         | 5月         | 6月         | 7月         | 8月         | 9月         | 10月        | 11月        | 12月        | 全年         |
| ----------------------------------- | ----------- | ----------- | ----------- | ----------- | ----------- | ----------- | ----------- | ----------- | ----------- | ----------- | ----------- | ----------- | ------------ |
| 平均高温 °C（°F）                   | 31 (88)     | 31.7 (89.1) | 32.3 (90.1) | 32.1 (89.8) | 31.7 (89.1) | 31.5 (88.7) | 31.2 (88.2) | 31.1 (88.0) | 31.3 (88.3) | 31.2 (88.2) | 31.1 (88.0) | 31 (88)     | 31.4 (88.6)  |
| 日均气温 °C（°F）                   | 26.5 (79.7) | 27.1 (80.8) | 27.4 (81.3) | 27.6 (81.7) | 27.5 (81.5) | 27.2 (81.0) | 26.9 (80.4) | 26.9 (80.4) | 27 (81)     | 27 (81)     | 27 (81)     | 26.7 (80.1) | 27.1 (80.8)  |
| 平均低温 °C（°F）                   | 22.1 (71.8) | 22.5 (72.5) | 22.6 (72.7) | 23.2 (73.8) | 23.4 (74.1) | 23 (73)     | 22.7 (72.9) | 22.8 (73.0) | 22.7 (72.9) | 22.8 (73.0) | 22.9 (73.2) | 22.5 (72.5) | 22.8 (73.0)  |
| 平均降水量 mm（）                   | 149 (5.9)   | 137 (5.4)   | 213 (8.4)   | 246 (9.7)   | 184 (7.2)   | 119 (4.7)   | 123 (4.8)   | 152 (6.0)   | 169 (6.7)   | 249 (9.8)   | 263 (10.4)  | 219 (8.6)   | 2,223 (87.6) |
| 来源：Climate-Data.org（海拔：50m） |             |             |             |             |             |             |             |             |             |             |             |             |              |

## 交通

### 公路
汝来境内共有三条高速公路贯穿，分别是南北大道南段、南北大道第二中环衔接大道和加芙大道，共有两个出口，分别为汝来和巴音。其中汝来的出口于2015年落成，位于汝来英比安。其他主要道路包括汝来－巴音路、32号公路（Persiaran Negeri）、拉务路、珍珠路（Jalan Mutiara）等。

### 巴士

汝来巴士总站

汝来的巴士服务由“我的巴士”（myBAS）运营。其中T50路由芙蓉经万丁至汝来巴士总站（下称总站），T51路由总站至汝来3批发城，T52路由芙蓉经拉务至总站，T55路由总站至汝来理工学院经恩斯德镇，T56路由理工学院至芙蓉，T57路由总站至吉隆坡国际机场，F513由总站前往马来西亚伊斯兰理科大学（USIM）。其他服务包括T711路巴士由总站至雪邦县双溪比力。
森美兰州政府自2023年6月1日起开始在汝来推行免费巴士服务，每天提供8个班次。该路线由玛拉巴士公司（MARA Liner）运营，从总站绕汝来一圈。免费巴士路线上有一辆巴士，每辆巴士可容纳30名乘客及站立10名乘客。服务时间为每天早上6时30分至晚上5时30分。巴士路线起点是总站，途经汝来健康诊所、巨人霸级市场、芙蓉市政厅汝来分局、伊斯兰理科大学（USIM）、汝来脚车竞赛场（Velodrom）、汝来室内体育馆、汝来警区、汝来广场、永旺购物中心、莲花超市及返回总站。

### 城际轨道

汝来站

马来亚铁道通勤铁路下的芙蓉线也于汝来停留，并设有峇当本那和汝来两站。

## 经济

### 工业
汝来在发展之前和其他周边小镇一样，以种植业为主，居住区主要集中在汝来新村，汝来新村同其他华人新村于马共时期成立。自1982年以来，汝来开始注重于工业及商业发展，基于缺乏良好规划，使得该地发展缓慢。自吉隆坡国际机场于90年代落成后，汝来工业才开始逐步发展，但仍缺乏居住区。汝来第一期的工业区于汝来通往巴音的方向兴建，距离凤凰山庄商业区约2公里。后来汝来由政府打造成大专院校集中的城市，以及开发了新的工业区如汝来乌达玛工业区和阿拉伯－马来西亚工业区等。
目前，汝来一片500亩土地计划建设“中国佛山工业园”，主要为建材、家私、瓷砖、铝制品及智能家居领域，并将迎来佛山市企业家500亿人民币的投资。大批便宜和未发展的土地，以及靠近机场和港口的优势，吸引外资来森美兰州投资。

### 商业
汝来初期开发的商业区和工业区一同发展，但因缺乏居住区而使许多商业店铺废置。2000年代，汝来3批发城正式落成，主要售卖陶瓷类的物品，并以批发价售出，是当时马来西亚最大的批发城，约有600家店铺。而汝来新城的汝来广场商业中心也逐渐受落，当地约有150家联排式店铺，售卖商品包括鞋子和家具等，也是汝来主要的商业中心。目前，汝来共有2间商场，分别为Mesa Mall（住房酒店综合发展）和汝来永旺商场（AEON），同时也有特易购（Tesco）、迈汀（Mydin）和巨人霸市（Giant）三家量贩店，皆位于汝来新城范围内。未来汝来也将迎来“青年城市”综合发展区，备有会展中心、商场、高级公寓、主题公园等基建设施。

## 教育

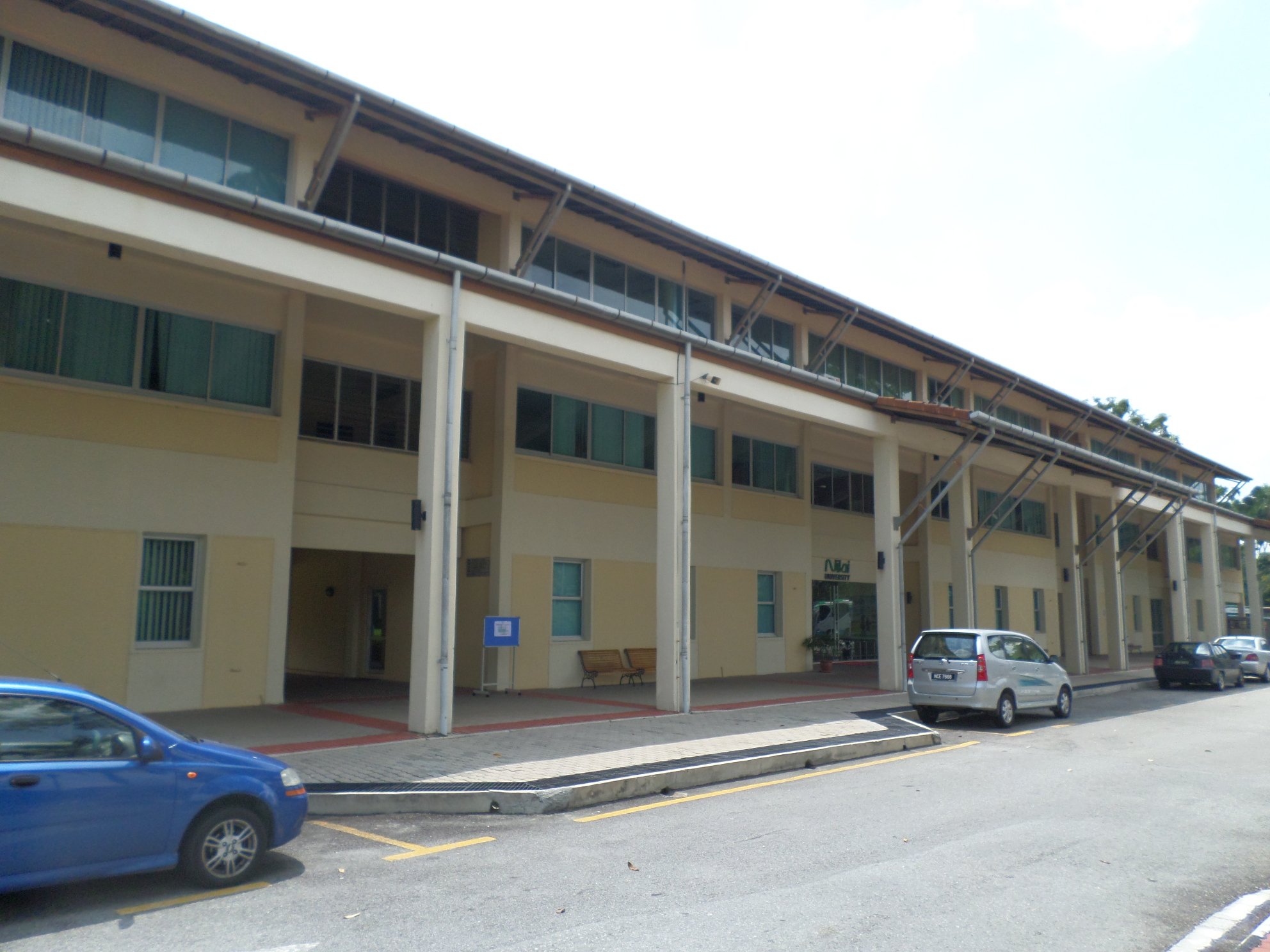
汝来大学

汝来国民华文小学

由于森美兰州政府将汝来定位为“知识谷”的政策，汝来现在设有若干大专院校，其中包括1997年成立的汝来大学、英迪国际大学汝来校区、马来西亚伊斯兰科技大学、马尼帕尔国际大学、Epsom学院、汝来技职教育师范学院、汝来理工学院、英语教学中心、玛拉工艺大学的领导与发展学院、与消防局研究学院等。这些大专院校大部分坐落于汝来新城和恩斯德镇。